# Górale Kaukascy (pismo)
„Górale Kaukascy” (ros. „Горцы Кавказа”, tur. „Kafkasya Dağlıları”) – emigracyjne pismo północnokaukaskie wydawane na przełomie lat 20./30. XX w.
Pismo zaczęło wychodzić w 1929 r., w Paryżu, w związku z rozwojem ruchu prometejskiego. Funkcję redaktora naczelnego pełnił książę Elmurza Bekowicz-Czerkasski. Pismo stanowiło organ prasowy Ludowej Partii Górali Kaukaskich. Autorami artykułów byli m.in. Barasbi Bajtugan (Bajtuganti), Jajtek Kunduch, czy Chadżi-Bilal. Prawie w każdym numerze były publikowane comiesięczne przeglądy prasy sowieckiej, w szczególności dotyczącej spraw związanych z Północnym Kaukazem. Od 1933 r. część artykułów była drukowana po turecku. W kwietniu 1934 r. z powodu narastających konfliktów wewnętrznych pismo przestało się ukazywać.